# St-Nicolas (Marseille)

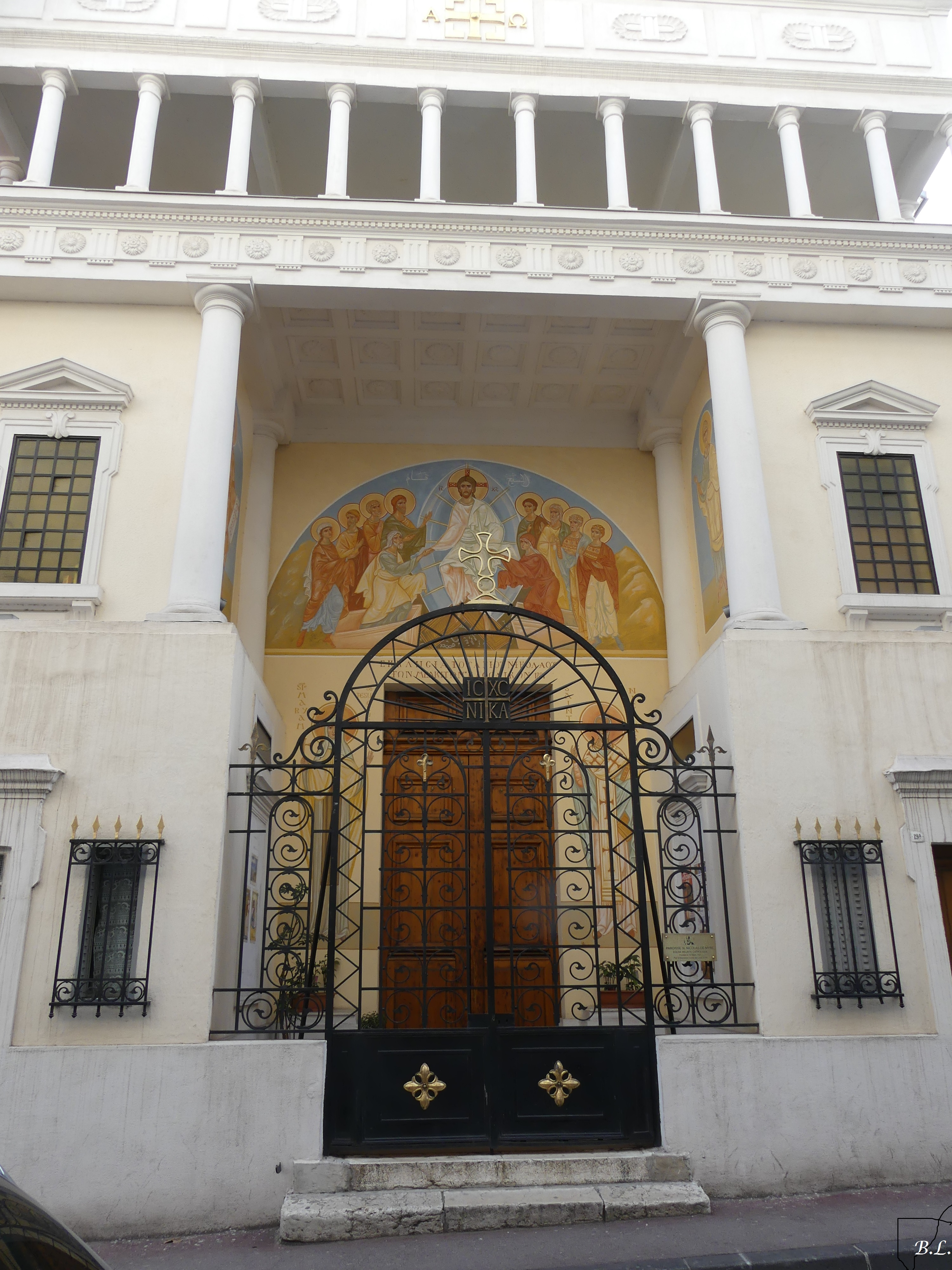
St-Nicolas (Marseille)

Die Kirche Saint-Nicolas (auch: St-Nicolas-de-Myre) ist ein Kirchengebäude der  Melkitischen Griechisch-katholischen Kirche in der südfranzösischen Stadt Marseille. Das Gebäude steht seit 2016 als Monument historique unter Denkmalschutz.

## Lage und Patrozinium
Die Kirche befindet sich im 6. Arrondissement in der Rue Edmond Rostand Nr. 19, unweit des Schnittpunkts zur Rue du Dragon. Sie ist zu Ehren des heiligen Nikolaus von Myra geweiht.

## Geschichte

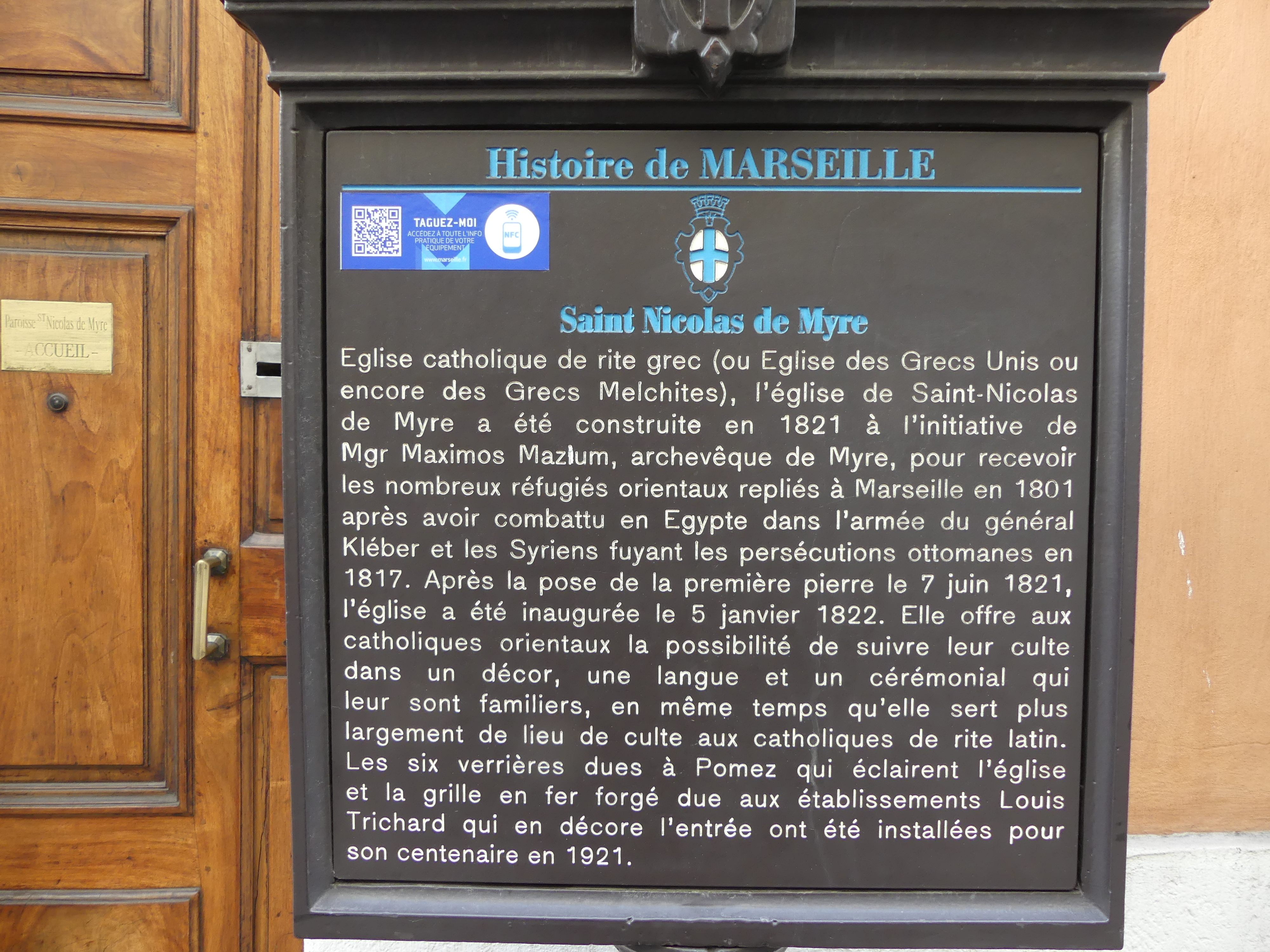
St-Nicolas (Marseille)

Im Gefolge von Napoleon Bonapartes  Ägyptischer Expedition kamen zahlreiche dort verfolgte Melkiten nach Südfrankreich. Für sie baute der spätere Patriarch Maximos III. Michael Mazloum (1779–1855) 1821 in Marseille die Nikolaus-von-Myra-Kirche als erste des orientalischen Ritus in Europa. Mit Ausnahme des Deckengemäldes (20. Jahrhundert) ist sie in der ursprünglichen Form erhalten.

## Ausstattung

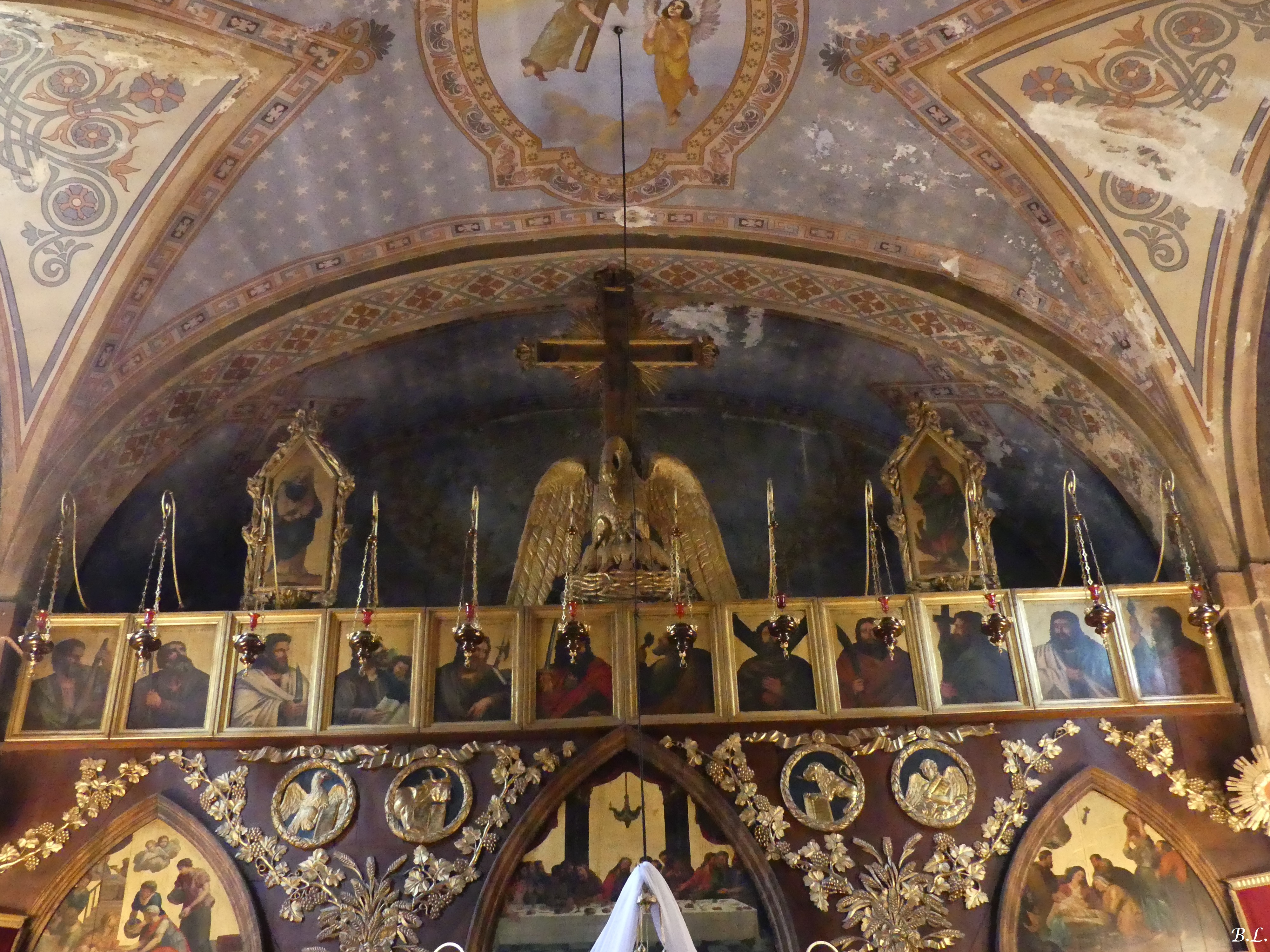
Ikonostase

Die Kirchenfenster zeigen Nikolaus von Myra und die Jungfrau Maria. Die Seitenkapellen sind Nikolaus, Anna, Josef von Nazareth und der Agia Sophia gewidmet. Die Ikonostase zeigt die 12 Apostel.